# Europapokal der Pokalsieger 1963/64
Der Europapokal der Pokalsieger 1963/64 war die vierte Ausspielung des Wettbewerbs der europäischen Fußball-Pokalsieger. 29 Klubmannschaften aus 28 Ländern nahmen teil, darunter Titelverteidiger Tottenham Hotspur, 23 amtierende Pokalsieger und vier unterlegene Pokalfinalisten (Olympique Lyon, Celtic Glasgow, Fenerbahçe Istanbul und der Linzer ASK). Ungarn entsandte mit MTK Budapest erneut den Vizemeister, da es einen landesweiten Pokalwettbewerb erst wieder ab 1964 gab. Tottenham Hotspur war als Titelverteidiger qualifiziert.
Aus Deutschland waren der DFB-Pokalsieger Hamburger SV, aus der DDR der FDGB-Pokalsieger BSG Motor Zwickau, aus Österreich der ÖFB-Cupfinalist Linzer ASK und aus der Schweiz der FC Basel am Start.
Bemerkenswert war der 16:1-Erfolg von Sieger Sporting Lissabon über APOEL Nikosia aus Zypern, das bis dato torreichste Europapokalspiel. Beeindruckend war auch die Aufholjagd von Sporting im Viertelfinale gegen Manchester United. Nach einer 1:4-Niederlage im Stadion Old Trafford gewannen die Portugiesen das Rückspiel gegen die vom legendären Matt Busby trainierten Engländer – die unter anderem Bobby Charlton, George Best, Denis Law und Nobby Stiles in ihren Reihen hatten – mit 5:0.
Da das erste Finale am 13. Mai 1964 im Heysel-Stadion von Brüssel vor lediglich 3.000 Zuschauern 3:3 nach Verlängerung endete, wurde ein Wiederholungsspiel zwei Tage später im Bosuilstadion in Antwerpen notwendig. Dabei konnte sich Sporting Lissabon mit 1:0 gegen MTK Budapest durchsetzen. Den Siegtreffer erzielte dabei João Morais durch einen direkt verwandelten Eckstoss. Das als o Cantinho do Morais in die Fußballgeschichte eingegangene Tor ist einzigartig in Europapokalfinales.
Torschützenkönig wurde Mascarenhas von Pokalsieger Lissabon mit elf Treffern.

## Modus
Die Teilnehmer spielten wie gehabt im reinen Pokalmodus mit Hin- und Rückspielen den Sieger aus. Bei Torgleichstand nach Verlängerung im Rückspiel fand ein Entscheidungsspiel auf neutralem Platz statt. Die Auswärtstorregel galt noch nicht. Das Finale wurde in einem Spiel auf neutralem Platz entschieden. Allerdings wurde bei unentschiedenem Spielstand nach Verlängerung ein Wiederholungsspiel angesetzt, da ein Elfmeterschießen noch nicht vorgesehen war.

## Vorrunde
Freilose:  Tottenham Hotspur (Titelverteidiger),  Linfield FC und  BSG Motor Zwickau
Die Hinspiele fanden vom 4. September bis 9. Oktober, die Rückspiele vom 2. bis 16. Oktober 1963 statt.
|                     | Gesamt |                    | Hinspiel | Rückspiel |
| ------------------- | ------ | ------------------ | -------- | --------- |
| Atalanta Bergamo    | 3:3    | Sporting Lissabon  | 2:0      | 1:3       |
| APOEL Nikosia       | 7:0    | FK Gjøvik Lyn      | 6:0      | 1:0       |
| Fenerbahçe Istanbul | 4:2    | Petrolul Ploiești  | 4:1      | 0:1       |
| Sliema Wanderers    | 0:2    | Borough United     | 0:0      | 0:2       |
| HPS Helsinki        | 02:12  | Slovan Bratislava  | 1:4      | 1:8       |
| FC Basel            | 01:10  | Celtic Glasgow     | 1:5      | 0:5       |
| Shelbourne FC       | 1:5    | FC Barcelona       | 0:2      | 1:3       |
| Hamburger SV        | 7:2    | US Luxembourg      | 4:0      | 3:2       |
| Olympiakos Piräus   | 2:2    | Zagłębie Sosnowiec | 2:1      | 0:1       |
| Willem II Tilburg   | 2:7    | Manchester United  | 1:1      | 1:6       |
| MTK Budapest        | 2:1    | Slawia Sofia       | 1:0      | 1:1       |
| Linzer ASK          | 1:1    | Dinamo Zagreb      | 1:0      | 0:1       |
| Olympique Lyon      | 6:2    | Boldklubben 1913   | 3:1      | 3:1       |

### Entscheidungsspiele
Die Spiele fanden am 14. und 23. Oktober 1963 statt. Dabei traten Piräus auf der Hohen Warte in Wien, der LASK daheim in Linz an.
|                   | Ergebnis     |                    |
| ----------------- | ------------ | ------------------ |
| Atalanta Bergamo  | 1:3 n. V.    | Sporting Lissabon  |
| Olympiakos Piräus | 2:0          | Zagłębie Sosnowiec |
| Linzer ASK        | 1:1 n. V.(M) | Dinamo Zagreb      |

## 1. Runde
Die Hinspiele fanden vom 13. November bis 11. Dezember, die Rückspiele vom 20. November bis 15. Dezember 1963 statt.
|                     | Gesamt |                   | Hinspiel | Rückspiel |
| ------------------- | ------ | ----------------- | -------- | --------- |
| Sporting Lissabon   | 18:10  | APOEL Nikosia     | 16:1     | 2:0       |
| Fenerbahçe Istanbul | 4:3    | Linfield FC       | 4:1      | 0:2       |
| BSG Motor Zwickau   | 1:2    | MTK Budapest      | 1:0      | 0:2       |
| Olympique Lyon      | 5:3    | Olympiakos Piräus | 4:1      | 1:2       |
| FC Barcelona        | 4:4    | Hamburger SV      | 4:4      | 0:0       |
| Tottenham Hotspur   | 3:4    | Manchester United | 2:0      | 1:4       |
| Celtic Glasgow      | 4:2    | Dinamo Zagreb     | 3:0      | 1:2       |
| Borough United      | 0:4    | Slovan Bratislava | 0:1      | 0:3       |

### Entscheidungsspiele
Das Spiel fand am 18. Dezember 1963 statt.
|              | Ergebnis |              |
| ------------ | -------- | ------------ |
| FC Barcelona | 2:3      | Hamburger SV |

## Viertelfinale
Die Hinspiele fanden am 26./27. Februar und 4. März, die Rückspiele am 4./6./18. März 1964 statt.
|                   | Gesamt |                     | Hinspiel | Rückspiel |
| ----------------- | ------ | ------------------- | -------- | --------- |
| Celtic Glasgow    | 2:0    | Slovan Bratislava   | 1:0      | 1:0       |
| Manchester United | 4:6    | Sporting Lissabon   | 4:1      | 0:5       |
| MTK Budapest      | 3:3    | Fenerbahçe Istanbul | 2:0      | 1:3       |
| Hamburger SV      | 1:3    | Olympique Lyon      | 1:1      | 0:2       |

### Entscheidungsspiel
Das Spiel fand am 18. März 1964 statt.
|              | Ergebnis |                     |
| ------------ | -------- | ------------------- |
| MTK Budapest | 1:0      | Fenerbahçe Istanbul |

## Halbfinale
Die Hinspiele fanden am 8./15. April, die Rückspiele am 21./29. April 1964 statt.
|                | Gesamt |                   | Hinspiel | Rückspiel |
| -------------- | ------ | ----------------- | -------- | --------- |
| Olympique Lyon | 1:1    | Sporting Lissabon | 0:0      | 1:1       |
| Celtic Glasgow | 3:4    | MTK Budapest      | 3:0      | 0:4       |

### Entscheidungsspiel
Das Spiel fand am 5. Mai 1964 statt.
|                | Ergebnis |                   |
| -------------- | -------- | ----------------- |
| Olympique Lyon | 0:1      | Sporting Lissabon |

## Finale
| Sporting Lissabon                            | Sporting Lissabon | MTK Budapest | MTK Budapest |
| -------------------------------------------- | --- | --- | ------------ |
| Sporting Lissabon                            | \| 13. Mai 1964 in Brüssel (Heysel-Stadion) \| \| Ergebnis: 3:3 n. V. (3:3, 2:1) \| \| Zuschauer: 3.208 \| \| Schiedsrichter: Lucien Van Nuffel ( Belgien) \|                                                | \| 13. Mai 1964 in Brüssel (Heysel-Stadion) \| \| Ergebnis: 3:3 n. V. (3:3, 2:1) \| \| Zuschauer: 3.208 \| \| Schiedsrichter: Lucien Van Nuffel ( Belgien) \|                                 | MTK Budapest |
| Sporting Lissabon                            | Joaquim Carvalho – Pedro Gomes, Alexandre Baptista, José Carlos – João Morais, Fernando Mendes – Osvaldo da Silva, Mascarenhas, Ernesto Figueiredo, Géo Carvalho, Bé Bocaleri Cheftrainer: Anselmo Fernández | Ferenc Kovalik – György Keszei, József Danszky, István Jenei – István Nagy, Ferenc Kovács – Károly Sándor , Mihály Vasas, László Bödör, István Kuti, István Hálapi Cheftrainer: Béla Volentik | MTK Budapest |
| Sporting Lissabon                            | 1:1 Mascarenhas (40.) 2:1 Ernesto Figueiredo (45.) 3:3 Ernesto Figueiredo (80.) | 0:1 Károly Sandor (19.) 2:2 István Kuti (73.) 2:3 Károly Sandor (75.) | MTK Budapest |
| 13. Mai 1964 in Brüssel (Heysel-Stadion)     | | |              |
| Ergebnis: 3:3 n. V. (3:3, 2:1)               | | |              |
| Zuschauer: 3.208                             | | |              |
| Schiedsrichter: Lucien Van Nuffel ( Belgien) | | |              |

### Wiederholungsspiel
| Sporting Lissabon                         | Sporting Lissabon | MTK Budapest | MTK Budapest |
| ----------------------------------------- | --- | --- | ------------ |
| Sporting Lissabon                         | \| 15. Mai 1964 in Antwerpen (Bosuilstadion) \| \| Ergebnis: 1:0 (1:0) \| \| Zuschauer: 13.924 \| \| Schiedsrichter: Gérard Versyp ( Belgien) \|                                                              | \| 15. Mai 1964 in Antwerpen (Bosuilstadion) \| \| Ergebnis: 1:0 (1:0) \| \| Zuschauer: 13.924 \| \| Schiedsrichter: Gérard Versyp ( Belgien) \|                                              | MTK Budapest |
| Sporting Lissabon                         | Joaquim Carvalho – Pedro Gomes, Alexandre Baptista, José Carlos – José Perides, Fernando Mendes – Osvaldo da Silva, Mascarenhas, Ernesto Figueiredo, Géo Carvalho, João Morais Cheftrainer: Anselmo Fernández | Ferenc Kovalik – György Keszei, József Danszky, István Jenei – István Nagy, Ferenc Kovács – Károly Sándor , Mihály Vasas, László Bödör, István Kuti, István Hálapi Cheftrainer: Béla Volentik | MTK Budapest |
| Sporting Lissabon                         | 1:0 João Morais (20.) | | MTK Budapest |
| 15. Mai 1964 in Antwerpen (Bosuilstadion) | | |              |
| Ergebnis: 1:0 (1:0)                       | | |              |
| Zuschauer: 13.924                         | | |              |
| Schiedsrichter: Gérard Versyp ( Belgien)  | | |              |